# Neopsylla heckeli
Neopsylla heckeli är en loppart som beskrevs av Smit et Rosicky 1973. Neopsylla heckeli ingår i släktet Neopsylla och familjen mullvadsloppor. Inga underarter finns listade i Catalogue of Life.